# ميشيل فرانكو
ميشيل فرانكو (بالإسبانية: Michel Franco)‏ هو كاتب سيناريو ومخرج مكسيكي، ولد في أغسطس 1979 في مدينة مكسيكو في المكسيك.

## وصلات خارجية
- ميشيل فرانكو على موقع IMDb (الإنجليزية)
- ميشيل فرانكو على موقع ألو سيني (الفرنسية)
- ميشيل فرانكو على موقع أول موفي (الإنجليزية)
- ميشيل فرانكو على موقع قاعدة بيانات الأفلام السويدية (السويدية)
- ميشيل فرانكو على موقع قاعدة بيانات الفيلم (الإنجليزية)
- ميشيل فرانكو على موقع كينوبويسك (الروسية)